# X Games de Invierno Aspen 2008
La XII edición de los X Games de Invierno se celebró en Aspen (Estados Unidos) entre el 24 y el 27 de enero de 2008 bajo la organización de la empresa de televisión ESPN.
Se disputaron pruebas de esquí acrobático y snowboard.

## Medallistas de esquí acrobático

### Masculino
| Evento         | Oro                          | Plata                       | Bronce                       |
| -------------- | ---------------------------- | --------------------------- | ---------------------------- |
| Campo a través | Daron Rahlves Estados Unidos | Stanley Hayer · Canadá      | Casey Puckett Estados Unidos |
| Big air        | Jon Olsson · Suecia          | Charles Gagnier · Canadá    | Jacob Wester · Suecia        |
| Slopestyle     | Andreas Håtveit · Noruega    | Josiah Wells Nueva Zelanda  | Jon Olsson · Suecia          |
| Superpipe      | Tanner Hall Estados Unidos   | Simon Dumont Estados Unidos | Colby West Estados Unidos    |

### Femenino
| Evento         | Oro                   | Plata                    | Bronce                        |
| -------------- | --------------------- | ------------------------ | ----------------------------- |
| Campo a través | Ophélie David Francia | Hedda Berntsen · Noruega | Magdalena Jonsson · Suecia    |
| Superpipe      | Sarah Burke · Canadá  | Mirjam Jäger · Suiza     | Jennifer Hudak Estados Unidos |

## Medallistas de snowboard

### Masculino
| Evento         | Oro                         | Plata                       | Bronce                                                |
| -------------- | --------------------------- | --------------------------- | ----------------------------------------------------- |
| Campo a través | Nate Holland Estados Unidos | Markus Schairer · Austria   | David Speiser · Alemania                              |
| Big air        | Torstein Horgmo · Noruega   | Kevin Pearce Estados Unidos | Andreas Wiig · Noruega · Travis Rice · Estados Unidos |
| Slopestyle     | Andreas Wiig · Noruega      | Kevin Pearce Estados Unidos | Shaun White Estados Unidos                            |
| Superpipe      | Shaun White Estados Unidos  | Ryo Aono Japón              | Kevin Pearce Estados Unidos                           |

### Femenino
| Evento         | Oro                               | Plata                   | Bronce                     |
| -------------- | --------------------------------- | ----------------------- | -------------------------- |
| Campo a través | Lindsey Jacobellis Estados Unidos | Tanja Frieden · Suiza   | Sandra Frei · Suiza        |
| Slopestyle     | Jamie Anderson Estados Unidos     | Claudia Fliri · Austria | Spencer O'Brien · Canadá   |
| Superpipe      | Gretchen Bleiler Estados Unidos   | Torah Bright Australia  | Kelly Clark Estados Unidos |